# Барада
Барада  (кам'яниста; єврейською назва Авана від «Amanah», «'амана» — триваюча, щорічна) — головна річка Дамаска. Її сучасне ім'я — Барада, Хризорхоас (грецькою — «золотий потік»).
Починається високо в ущелині Антиліванського хребта, приблизно за 37 кілометрів на північний захід від Дамаска, а потім протікає трохи на південь і розділяється на три менші потоки, середній з яких протікає через Дамаск, а ще два — оминають місто обабіч, поширюючи родючість і красу там, де без води була б пустельна місцевість.

## Цікавий факт
Річка згадується в Біблії в розповіді про сирійського воєначальника Наамана (2 Царів 5:12).

## Джерело
- Біблійний словник Істона